# James Fenton
James Martin Fenton (Lincoln, Lincolnshire, 25 de abril de 1949) es un periodista, poeta y crítico literario inglés.

## Trayectoria profesional
Hijo del destacado canónigo, pastor y teólogo anglicano John Fenton, se crio en Lincolnshire y Staffordshire. Estudió en Oxford, donde conoció y amistó con el documentalista Christopher Hitchens. Como periodista trabajó de corresponsal en Vietnam durante la caída de Saigón, así como en Filipinas durante la caída de Ferdinand Marcos. Su obra poética fue reconocida en 2007 al serle otorgada la Queen's Gold Medal for Poetry. Ha sido profesor de poesía en la Universidad de Oxford.